# Добржанська Любов Іванівна
Любо́в Іва́нівна Добржа́нська (24 грудня (6 січня) 1905, Київ — 3 листопада 1980, Москва) — радянська актриса театру і кіно. Лауреат Сталінської премії (1950). Народна артистка СРСР (1965). 

## Життєпис
Закінчила студію при Київському театрі російської драми імені Лесі Українки (1924). 
З 1934 р. працювала у Центральному театрі Радянської Армії в Москві. 
Знімалася в кіно з 1952 р. 
Похована в Москві на Ваганьковському кладовищі.
Пам'яті Любові Добржанської знято два російських документальних фільми: «Любовь Добржанская» (2005, Дарьял-ТВ) з циклу «Как уходили кумиры» i «Любовь Добржанская» (2008) з циклу «Острова» (телеканал Культура).
Племінниця — Софія Добржанська — відома українська піаністка, педагог.

## Звання і нагороди
- Заслужена артистка РРФСР (1944)
- Лауреат Сталінської премії (1950)
- Народна артистка РРФСР (1954)
- Народна артистка СРСР (1965)

## Фільмографія
Грала у фільмах:
- «Світло над Росією» (1947, епізод)
- «Учитель танців» (1952, Фелісіана)
- «Бережись автомобіля» (1966, мама Дєточкіна; реж. Е. Рязанов)
- «Урок літератури» (1968, письменниця Анна Тюріна; реж. О. Корєнєв)
- «Остання ніч року, що минає» (1969, фільм-спектакль; Гаміда)
- «Адам і Хева» (1969, Айбала; реж. О. Корєнєв)
- «Дві посмішки» (1969, бабуся («Бабуся та цирк»)
- «Маріанна Коллі» (1970, фільм-спектакль)
- «Суд совісті» (1970, фільм-спектакль; Марія)
- «А.П. Чехов. Дядя Ваня» (1972, фільм-спектакль; Войницька)
- «Гравець» (1972, бабуся Антоніда Василівна; реж. О. Баталов)
- «Осінні грози» (1974, Замфіра)
- «Коляска на балконі» (1974, фільм-спектакль; Варвара Василівна)
- «Із записок Лопатіна» (1975, фільм-спектакль; актриса; реж. Й. Райхельгауз, телезапис вистави театру «Современник»)
- «Іронія долі, або З легкою парою!» (1975, Марина Дмитрівна, мати Жені; реж. Е. Рязанов)
- «У четвер і більше ніколи» (1977, мати Сергія; реж. А. Ефрос)